# (16600) 1993 DQ
(16600) 1993 DQ es un asteroide perteneciente al cinturón de asteroides, región del sistema solar que se encuentra entre las órbitas de Marte y Júpiter, descubierto el 21 de febrero de 1993 por Seiji Ueda y el astrónomo Hiroshi Kaneda desde el Kushiro Marsh Observatory, Hokkaido, Japón.

## Designación y nombre
Designado provisionalmente como 1993 DQ.

## Características orbitales
1993 DQ está situado a una distancia media del Sol de 2,163 ua, pudiendo alejarse hasta 2,434 ua y acercarse hasta 1,892 ua. Su excentricidad es 0,125 y la inclinación orbital 2,616 grados. Emplea 1161,89 días en completar una órbita alrededor del Sol.

## Características físicas
La magnitud absoluta de 1993 DQ es 14,67. Tiene 3,368 km de diámetro y su albedo se estima en 0,429. 